# Feria de Madrid (métro de Madrid)
Feria de Madrid est une station de métro à Madrid qui dessert le district de Barajas.

## Histoire
La station fait partie d'une extension de la ligne 8 du métro de Madrid et est inaugurée le 24 juin 1998 par le couple royal espagnol.
Elle est appelée "Campo de las Naciones" jusque juin 2017.